# Stefania Convalle
Stefania Convalle (Milano, 18 luglio 1962) è una scrittrice e editrice italiana.

## Biografia
Nata a Milano nel 1962, Stefania Convalle si diploma al liceo scientifico "Salvador Allende". Nel 2002 frequenta il Corso di Giornalismo e Scrittura Narrativa “L’ora di scrivere” promosso dalla rivista “Storie”, da cui trae ispirazione per i suoi vari romanzi, racconti ed antologie di poesie. Finalista al "Festival delle lettere 2006" con l'opera "Lettera alla madre", ha ottenuto riconoscimenti dal "Premio Microeditoria di qualità" del 2017 e del 2018 per i suoi romanzi Dipende da dove vuoi andare e Il silenzio addosso.
Organizzatrice di workshop sulla scrittura, dal 2015 ha dato il via a Monza, città in cui vive, al Concorso letterario "Dentro l'Amore". Dal 2017 è anche editrice, fondando l'Edizioni Convalle.

## Opere
- Stefania Convalle, Poemi sulla solitudine, Alchimia Edizioni, 2011, ISBN 9788890660801.
- Stefania Convalle, Tre. Il numero imperfetto, Sangel Edizioni, 2012, ISBN 9788897040644., uscito in nuova edizione con Demian Edizioni nel 2015
- Stefania Convalle, Dentro l'amore, Demian Edizioni, 2013, ISBN 9788895396774., uscito in nuova edizione con Edizioni Convalle nel 2019
- Stefania Convalle, Storie in verticale, Demian Edizioni, 2014, ISBN 9788895396866.
- Stefania Convalle e Carlo Baroni, A quattro mani, Demian Edizioni, 2016, ISBN 9788899813024.
- Stefania Convalle, Dipende da dove vuoi andare, GoWare, 2017, ISBN 9788867977598.
- Stefania Convalle, Una calda tazza di Caffè Americano, 2ª ed., Rapsodia Edizioni, 2017  [2015], ISBN 9788899159290.
- Stefania Convalle, Il sole delle cinque, Edizioni Convalle, 2017, ISBN 9788885434011.
- Stefania Convalle, Tania Mignani, Claudio Gurra, Riccardo Simoncini, Dalla A alla Zeta, Edizioni Convalle, 2017, ISBN 9788885434110.
- Stefania Convalle, Il silenzio addosso, Edizioni Convalle, 2018, ISBN 9788885434172.
- Stefania Convalle e Riccardo Simoncini, Cerca di non mancarmi troppo, Edizioni Convalle, 2019, ISBN 9788885434271.
- Stefania Convalle, Anime antiche, Edizioni Convalle, 2019, ISBN 978-88-85434-38-7.
- Stefania Convalle, Scrivere. Alla ricerca di sé e del proprio stile, Edizioni Convalle, 2019, ISBN 9788885434417.
- Stefania Convalle, Lo specchio macchiato dal tempo, Edizioni Convalle, 2020, ISBN 9788885434639.